# Thomson Chan
Thomson Chan Tam-Sun (kínai: 陳譚新) (Hongkong, 1941. május 8. –) hongkongi nemzetközi labdarúgó-játékvezető, riporter.

## Pályafutása

### Nemzeti játékvezetés
Az I. Liga játékvezetőjeként 1982-ben vonult vissza.

### Nemzetközi játékvezetés
A Hongkongi labdarúgó-szövetség Játékvezető Bizottsága (JB) terjesztette fel nemzetközi játékvezetőnek, a Nemzetközi Labdarúgó-szövetség (FIFA) 1976-tól tartotta nyilván bírói keretében. A FIFA JB központi nyelvei közül a angolt beszéli. Több nemzetek közötti válogatott és klubmérkőzést vezetett, vagy működő társának partbíróként segített. A mai napig Hongkong egyetlen játékvezetője, aki labdarúgó-világbajnokságon tevékenykedhetett. A tornán való részvétele miatt elveszítette egy heti fizetését (azért a FIFA JB szakmai munkáját elismerve megfelelő mértékben kárpótolta). Az aktív nemzetközi játékvezetéstől 1982-ben búcsúzott.

#### Labdarúgó-világbajnokság

##### U20-as labdarúgó-világbajnokság
Japán rendezte a 2., az 1979-es ifjúsági labdarúgó-világbajnokságot, ahol a FIFA JB bíróként alkalmazta.

###### 1979-es ifjúsági labdarúgó-világbajnokság
| Időpont             | Helyszín                 | Mérkőzés típusa        | Mérkőzés              | Eredmény | Nézők száma |
| ------------------- | ------------------------ | ---------------------- | --------------------- | -------- | ----------- |
| 1979. augusztus 30. | Városi Stadion, Jokohama | selejtező (D. csoport) | Magyarország–Guinea   | 2 – 0    | 5000        |
| 1979. szeptember 6. | Olimpiai Stadion, Tokió  | bronzmérkőzés          | Uruguay–Lengyelország | 1 – 1    | 8000        |

---
A világbajnoki döntőhöz vezető úton Argentínába a XI., az 1978-as labdarúgó-világbajnokságra és Spanyolországba a XII., az 1982-es labdarúgó-világbajnokságra a FIFA JB bíróként alkalmazta. A FIFA JB elvárása szerint nem vezetett, akkor működő társának segített partbíróként. Kettő csoportmérkőzésen és a második kör egyik találkozóján szolgálta a játékvezetőt partbíróként. Érdekesség, hogy mindhárom esetben az első számú pozíciót kapta, azaz a játékvezető sérülése esetén neki kellett volna továbbvezetnie a találkozót. Az előselejtezőkben az AFC és az OFC zónákban vezetett mérkőzéseket. Világbajnokságon vezetett mérkőzéseinek száma: 1 + 3 (partbíró).

##### 1978-as labdarúgó-világbajnokság

###### Selejtező mérkőzés
| Időpont           | Helyszín                 | Mérkőzés típusa           | Mérkőzés             | Eredmény |
| ----------------- | ------------------------ | ------------------------- | -------------------- | -------- |
| 1977. március 27. | Központi Stadion, Sydney | előselejtező (5. csoport) | Ausztrália–Új-Zéland | 3 – 1    |

##### 1982-es labdarúgó-világbajnokság

###### Selejtező mérkőzés
| Időpont           | Helyszín                    | Mérkőzés típusa           | Mérkőzés           | Eredmény | Nézők száma |
| ----------------- | --------------------------- | ------------------------- | ------------------ | -------- | ----------- |
| 1981. április 21. | Városi Stadion, Kuvaitváros | előselejtező (3. csoport) | Dél-Korea–Malájzia | 2 – 1    |             |

###### Világbajnoki mérkőzés
| Időpont          | Helyszín                      | Mérkőzés típusa              | Mérkőzés                | Eredmény | Nézők száma |
| ---------------- | ----------------------------- | ---------------------------- | ----------------------- | -------- | ----------- |
| 1982. június 21. | La Romareda Stadion, Zaragoza | csoportmérkőzés (5. csoport) | Honduras–Észak-Írország | 1 – 1    | 15 000      |

## Szakmai sikerek
1991-ben a nemzetközi játékvezetés hírnevének erősítése, hazájában 10 éve a legmagasabb Ligában (osztályban) folyamatosan tevékenykedő, eredményes pályafutása elismeréseként, a FIFA JB felterjesztésére az 1965-ben alapított International Referee Special Award címmel és oklevéllel tüntette ki.